# Sur le bout du banc
Sur le bout du banc est une émission de télévision québécoise diffusée du 20 février au 19 mai 1961 sur CFTM-TV (Télé-Métropole, Montréal). D'une durée de cinq minutes, elle était diffusée à 18 h 55 après les nouvelles.

## Fiche technique
- Réalisation : Jean Péloquin
- Société de production : Télé-Métropole

## Distribution
- Paul Berval
- Juliette Huot
- Julien Lippé
- Jacques Lorain
- Gilles Pellerin